# حبال الكبح

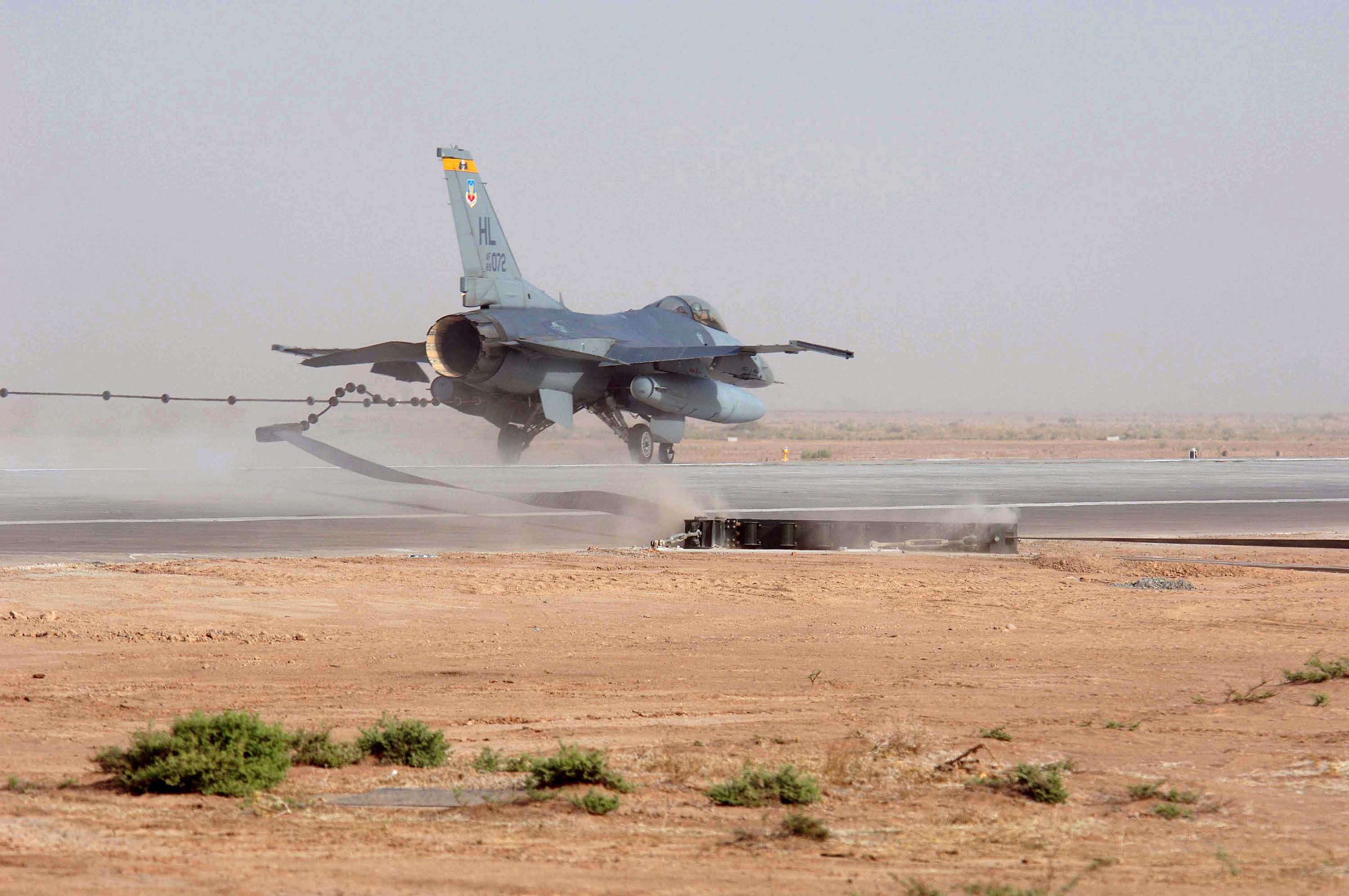
An F-16 makes a field arrestment.

كوابل الكبح أو حبال الكبح (بالإنجليزية: Arresting gear)‏ أداة ميكانيكية تستعمل لمساعدة الطائرات غير العمودية على الهبوط على متن حاملات الطائرات وهي من الأدوات المهمة جدا في الإقلاع البحري. وكوابل الكبح مستعملة بكثرة ورائجة في الحاملات التي تعتمد على نظامي الكاتوبار والستوبار لمساعدة الطائرات التقليدية على الإقلاع والهبوط.

## مبدأ العمل
يمد عدد من الكوابل الغليظة بعرض سطح الحاملة. وتقوم الطائرة قبيل هبوطها بإنزال الخطاف الخلفي. وبمجرد هبوطها وملامستها لسطح الحاملة يقع الخطاف الخلفي في إحدى الكوابل الغليظة التي تقوم بكبح الطائرة المندفعة وإبطاء سرعتها إبطاء كبيرا حتى تتوقف. وحينما تعجز الطائرة عن الوقوع في إحدى هذه الكوابل الغليظة فإن على الطيار أن يقوم بمحاولة إقلاع خاطفة وإلا فإن الطائرة قد لا تسعفها سرعتها الكبيرة في التوقف قبيل حافة السطح وقد تستمر في مسيرها لتسقط في البحر.
في بعض الأحيان قد لا تستطيع الطائرة إنزال الخطاف الخلفي لالتقاط إحدى الكوابل. الأمر الذي يدفع إلى استعمال طرق طارئة لكبح الطائرات وتحدديا باستعمال شبكة لإصطياد أجنحة الطائرة أو عدة هبوطها.

شبكة اصطياد الطائرات تقوم بكبح طائرة إس-3 فايكنغ على متن حاملة الطائرات الأمريكية ابراهام لينكولن.